# Courant d'arrachement

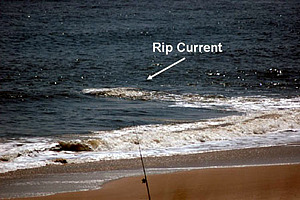
Vue aérienne latérale d'un courant d'arrachement.

Un courant d'arrachement, courant de retour, flot de retour, courant de déchirure ou encore courant sagittal, est un fort courant de retour qui entraîne en direction du large les eaux apportées par les grosses vagues qui se brisent sur les plages,. Ce courant peut être accentué par la marée descendante. Le flux caractéristique de ce courant est d'entre 0,5 et 2,5 mètres par seconde et peut changer de place le long de la plage selon la marée et la houle au large. 
Ce phénomène est présent autant le long des océans que le long des vastes lacs comme les Grands Lacs d'Amérique. Les zones où ils coulent sont généralement reconnaissables par une surface plus calme que le reste de la plage, par une couleur différente de l'eau et un niveau de la mer sensiblement plus bas qu'aux alentours.

## Causes

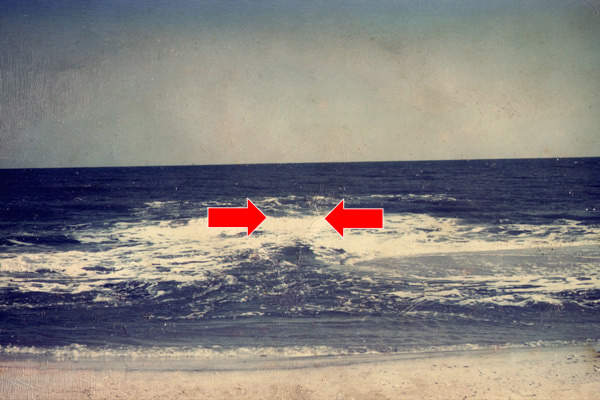
Zone de convergence, vue de la plage, montrant la présence d'un courant d'arrachement vers le large.

Processus de formation : les vagues entrent, le flux de ressac sort par une ouverture dans le banc de sable et crée le courant d'arrachement.

Le vent et les vagues apportent de grandes quantités d'eau sur la plage alors que le ressac des vagues précédentes est évacué latéralement. Ce flux d'eau parallèle aux plages ne peut retourner vers le large que s'il trouve une ouverture dans le mur d'eau venant du large. Ceci se produit généralement dans des discontinuités de profondeur dans un banc de sable (conduisant aux phénomènes de baïnes), sous une jetée ou un quai, ce qui force l'eau qui évacue dans un mince couloir et accélère le flux. À cet endroit, les courants entrants et sortants existent, mais comme ils sont opposés, l'eau semble s'écouler à faible vitesse. 
Certaines plages sont particulièrement connues pour ce genre de phénomène alors qu'il n'apparaît qu'occasionnellement sur d'autres. Son apparition est reliée à la configuration du relief et au comportement des vagues. Lorsqu'une vague remonte vers le littoral, le fond marin s'élève et la masse d'eau est donc forcée vers le haut, augmentant la hauteur de son sommet et pour compenser cette augmentation de hauteur, le niveau moyen de l'eau s'abaisse par conservation de masse. Lorsque la vague se brise, le niveau moyen remonte. Sur le littoral français, les plages sableuses du golfe de Gascogne sont particulièrement soumises au phénomène de baïnes. 
Si on considère deux vagues, la première passant sur un banc de sable (immergé ou non) et l'autre par un goulot entre deux bancs, la première se brisera au sommet du banc mais l'autre ne se brisera que plus loin sur la plage. Le niveau moyen de l'eau continuera donc de baisser dans le second secteur alors qu'il remontera dans le premier. Le ressac va donc naturellement s'écouler vers ce plus bas niveau,.

## Dangers

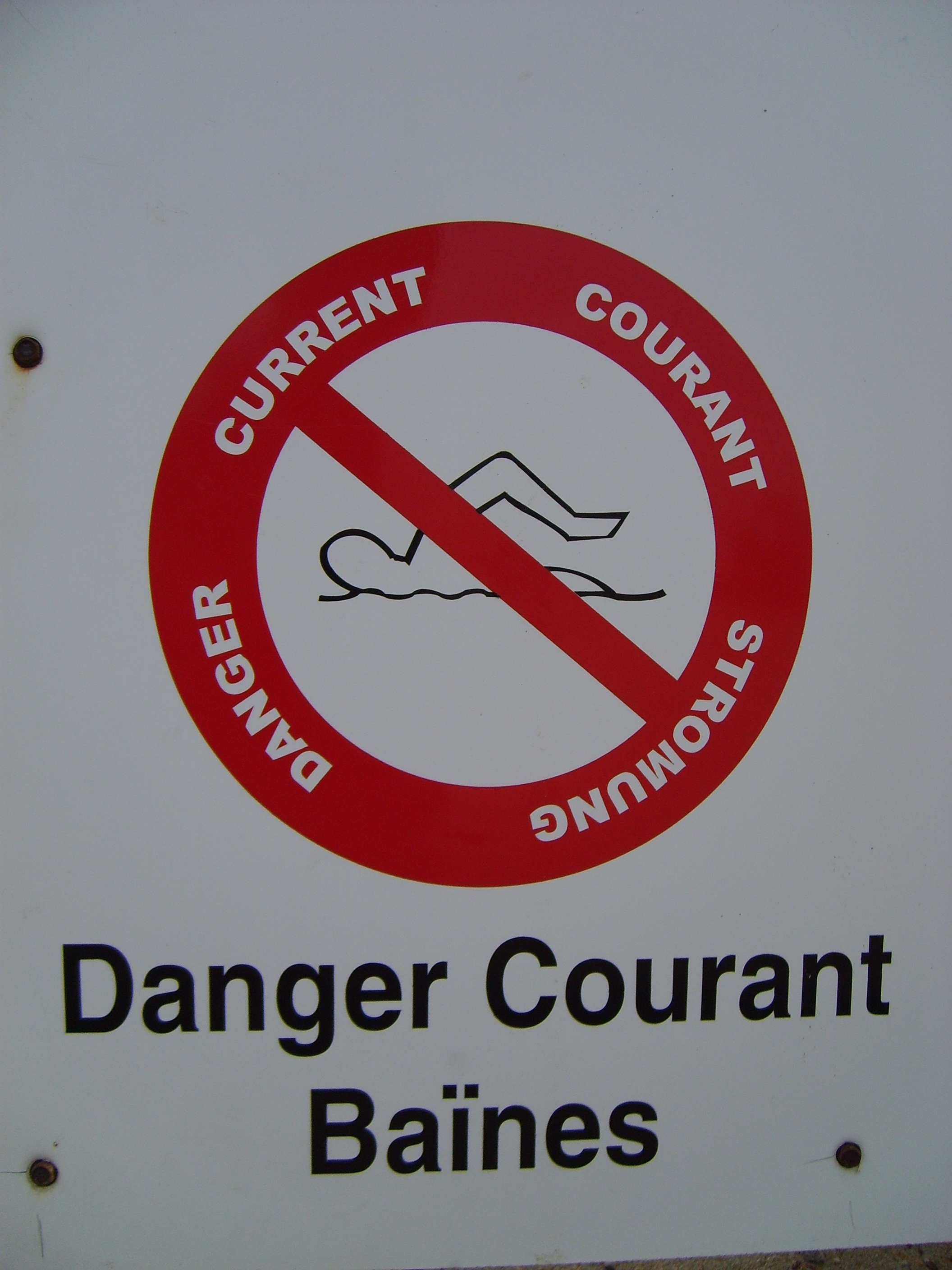
Panneau d'avertissement à Montalivet (Gironde).

L'illusion de calme attire les baigneurs. Cependant, quand les vagues venant du large faiblissent, ils sont emportés loin de la plage, essaient de nager à contre-courant, se fatiguent, faiblissent et finissent par se noyer. Même quelqu'un ayant pied et se tenant debout dans ces endroits peut être emporté s'il est suffisamment immergé dans l'eau pour qu'il se mette à flotter ou que le courant lui fasse perdre l'équilibre. 
En France, la noyade occasionne environ un millier de décès chaque année, dont 40 % en milieu maritime. Les courants d'arrachement sont une cause importante de noyades dans le monde. Les faits divers dans les départements de Gironde, des Landes et de Pyrénées Atlantiques font régulièrement état de noyade de ce type. Ainsi l'Agence nationale de santé publique recense officiellement 41 noyades associées à des courants de baïne en 2021, soit 10 % du total national. 
Aux États-Unis, ces courants font approximativement cent morts par an et plus de 80 % des sauvetages le long des plages sont effectués à la suite de baigneurs pris dans ce phénomène. Pour échapper à un courant d'arrachement, le nageur doit se déplacer parallèlement à la plage pour s'éloigner du corridor de celui-ci, puis revenir vers la plage avec les vagues. Il est fortement recommandé d'obéir à toute signalisation avisant les baigneurs de la présence de ces courants, de ne pas se baigner près des quais, des jetées et des ouvertures dans les bancs de sable, et de toujours utiliser des plages surveillées.

## Utilisation
Les courants d'arrachement sont particulièrement importants lors de tempêtes, comme les cyclones tropicaux passant au large. Les surfeurs expérimentés les utilisent afin d'atteindre le large avec moins d'effort. Les sauveteurs peuvent également les utiliser pour atteindre des nageurs en détresse plus rapidement.

#### Description
- (en + fr) Bruno Castelle et Philippe Bonneton, « Modélisation du courant sagittal induit par les vagues au-dessus des systèmes barre/baïne de la côte aquitaine (France) », Comptes Rendus Geoscience, vol. 338, no 10,‎ août 2006, p. 711-717 (DOI 10.1016/j.crte.2006.06.003, résumé, lire en ligne [PDF], consulté le 1er mars 2023).
- (en) Tom Harris (trad. Description des courants d'arrachement), « How Rip Currents Work », sur science.howstuffworks.com.

#### Site sur le sauvetage dans les baïnes
- « Les Baïnes », sur Sauvemer.free.fr.
- « Sauvetage en milieu marin », sur nageur.sauveteur.free.fr.
- « Littoral et baïnes », sur www.littoral33.com.
- « La baïne », Comprendre le milieu naturel, sur sauveteur-aquatique.fr.